# Epiproctophora
Sous-ordre
Classification phylogénétique
- Hexapodes
  - Insectes
    - Archéognathes
    - CNN (clade non nommé)
      - Thysanoures
      - CNN
        - Odonates
          - Epiproctophora
          - Zygoptera

        - CNN
          - Éphéméroptères
          - Autres insectes

Les Epiproctophora forment l'un des deux sous-ordres d’Odonates. Synonyme de Epiprocta, il s’agit d’un sous-ordre créé pour résoudre la paraphylie de l’ancien sous-ordre des Anisozygoptera. Les Anisoptera deviennent alors un infra-ordre à l’intérieur des Epiproctophora, alors que les anciens Anisozygoptera forment maintenant l’infra-ordre des Epiophlebioptera.